# قائمة متاحف سلطنة عمان
قائمة متاحف سلطنة عمان:

## متحف بيت التراث والثقافة
يقع متحف بيت التراث والثقافة في المضيرب ولاية القابل محافظه شمال الشرقية يعتبر جزء من التراث العماني الأصيل والمتنوع بكنوزه فقد بناه الشيخ علي بن احمد بن عبدالله الحارثي والذي يشتهر بحبه للتراث والثقافة والتاريخ العماني المجيد.
الأقسام:-555
تم تقسيم المتحف إلى صالات واروقه ذات زوايا متخصصه في الإدارة والمطالعة والكتب والمقتنيات الاثرية، والحرف التقليدية، والبيئة البحرية والصحراوية، والبحوث والدراسات، والمخطوطات والموروثات القديمة والصور، بأعتبار ان الثقافة والتراث وجهان لعملة واحدة ومكمل كل منهما للأخر.
المقتنيات التراثية:
مجموعه من الأسلحة التقليدية كالبنادق القديمة والسيوف وأجهزة الاتصالات وأدوات الموسيقى. مجموعة من العملات الورقية والمعدنية القديمة والحديثة التي كانت تستخدم سابقا في عمان وبعض دول العالم. مجموعة متنوعة من الطوابع البريدية القديمة والحديثة والتي لها مناسبات خاصة وتم إصدارها. مصوغات فضيه وذهبيه من الحلي والمقتنيات والأواني.
صالة لنماذج من الصناعات الحرفية التقليدية (السعفية / الحديدية / الجلدية / الخشبية)
مجموعة من الهياكل العظمية والاحجار الجيولوجية والأدوات البحرية والأدوات والمعدات القديمة.
هدف المتحف هو النفع العام للمجتمع والاجر والثواب، وذلك بجهود ذاتيه والاهتمام بالثقافة والأدب والتراث والذي نال تشجيع الحكومة الرشيدة

## متحفبيت الزبير
يقع بيت الزبير في مدينة مسقط الأصلية، ويعتبر جزء من التراث العماني، فقد بناه الشيخ الزبير بن علي عام 1914م وافتتحه ابنه محمد بن الزبير
عام 1998م من أجل مشاركة الآخرين المهتمين بالتراث العماني العريق بالاطلاع على التحف والمقتنيات العمانية التي توارثتها العائلة عن الآباء
والأجداد أو تم اقتناؤها بعد ذلك.
ويضم بيت الزبير مجموعة متكاملة من التحف العمانية الأصيلة التي تمثل مختلف أنحاء السلطنة وهي تعتبر واحدة من أفضل المقتنيات وأكثرها شمولية.
فهي تضم الأسلحة العمانية التقليدية، والمجوهرات والملابس، والأدوات المنزلية، ونماذج جسدت البيئة العمانية الريفية والحضرية. ولذلك فإنه لا غنى
عن زيارة بيت الزبير لكل من يريد الاطلاع على تراث عمان وثقافتها الغنية.
ويلعب بيت الزبير دورا فعالا في المجتمع من خلال ما يقدمه من خدمات تثقيفية، وإقامة المناسبات الخاصة، والمساعدة على عمل البحوث، وإقامة
المعارض المؤقتة، والمحاضرات ومشاريع البحوث والتوثيق. كما انه مهيأ لاستقبال الزوار ذوي الاحتياجات الخاصة.

## المتحف العماني الفرنسي
يقع المتحف العُماني الفرنسي في مدينة مسقط على مقربة من قصر العلم العامر، ويضم مجموعة من التحف الأثرية والحرف التقليدية ومواد ثقافية تتعلق بالروابط التاريخية بين سلطنة عُمان وجمهورية فرنسا، حيث قام كلا من السلطان والرئيس الفرنسي الراحل فرنسوا ميتران بافتتاح المتحف بتاريخ 29 يناير 1992 م وذلك تأكيداً على عمق العلاقات التاريخية التي تربط بين البلدين الصديقين منذ أوائل القرن الثامن عشر الميلادي، وقُدّم البيت كهدية من قبل السلطان / فيصل بن تركي آل سعيد إلى أول قنصل لفرنسا بول أوتافي في مسقط في عام 1896.
وكان المتحف معروفاً في السابق ببيت فرنسا وتأتي تسمية هذا المبنى بهذا الاسم منذ أن كان مقرا للقنصلية الفرنسية ما بين عام 1312هـ / 1896م و1339هـ / 1920م، وبقي مقرا للقنصلية ومسكنا للقناصل الفرنسيين حتى عام 1920م، حيث جاء إنشاء هذا المتحف لإحياء العلاقات العمانية الفرنسية والتي يزيد عمرها لأكثر من مائة عام وهو عبارة عن صورة مصغرة للعلاقات التاريخية بين عُمان وفرنسا في مختلف المجالات خاصة المجال البحري، فقد كان الحرص على أن يكون عماد هذه الفكرة الرمز المادي الذي يؤرخ بجلاء لهذه العلاقات التاريخية التي قامت بين السلطنة وفرنسا.
وتعود العلاقات بين عُمان وفرنسا إلى مطلع القرن الثامن عشر، حيث حاول شاه إيران الحصول على مساعدة فرنسا العسكرية ضد مسقط لكن ملوك فرنسا آثروا الإبقاء على علاقات ودية مع أئمة عُمان، والتي لم تزعزعها بعض الأحداث الطفيفة (كالهجوم المفتعل من قبل الكونت ديستان واحتجاز السفينة «الصالحي»). وفي مستهل القرن الثامن عشر، حاولت فرنسا ان تقيم قنصلية لها في مسقط لكن لم يتحقق لها ذلك إلا في عام 1894 م، وهو العام الذي عُيّن فيه بول أوتافي أول قنصل فرنسي، الذي لعب دوراً بارزاً في العلاقات العُمانية الفرنسية في نهاية القرن التاسع عشر.
تم إبرام معاهدتان: المعاهدة الأولى في عام 1806م - 1810م، والمعاهدة الثانية الأكثر تفصيلاً وشمولاً في عام 1844 م، وذلك من أجل توطيد أواصر الصداقة والعلاقات التجارية بين البلدين.
وفي أبريل 1898م، منح السلطان فيصل بن تركي لفرنسا ترخيصا بإقامة مخزن للفحم في بندر جصة. إلى جانب تجارة الأسلحة في الخليج.
والمتحف العُماني الفرنسي هو بيت مسقطي تقليدي مربع الشكل ومبني بالحجارة وبلاط الجص، في وسطه باحة مربعة صغيرة يحف بها رواق من خشب التك، تفتح عليه جميع الغرف، المرتفعة السقف والموزعة على طابقين، الطابق الأرضي يحوي أربع قاعات، والطابق الأول يحوي خمس قاعات، مقام بأحد المنازل الأثرية الذي يبلغ عمره حوالي 170 سنة، وقد شيدته غالية بنت سالم البوسعيدي وهي ابنة أخت السلطان سعيد بن سلطان، له ارتفاع متوسط.
```
إن تعدد قاعات العرض بالمتحف العُماني الفرنسي التي تضم في طياتها ثراءً متنوعا ً نابعا ًمن المقتنيات المعروضة، تمكن الزائر من التجوال بين
```

رحاب المتحف بشكل انتقائي، فمبنى المتحف بأبوابه وأروقته وقاعاته يتيح الكثير من الخيارات حيث يمكّن الزائر من الدخول إلى المتحف عن طريق باب
جانبي صغير، حتى يصل إلى مكتب الاستقبال. ويحتوي على قاعات متصلة ببعضها البعض فعلى الجهة اليمنى توجد أول قاعة للمتحف وهي قاعة الطوابع والتي
تحوي مجموعه قيمة ومتنوعة من الطوابع البريدية والخطابات والرسائل التي تحكي عن العلاقة بين البلدين بدءاً من الوثائق والمراسلات التي تمت بين
الرسميين الفرنسيين والسلطات العُمانية خلال فترة هذه العلاقة. يرجع تاريخ الإصدارات العمانية للطوابع البريدية إلى بداية عصر النهضة المباركة
أما الطوابع الفرنسية فيرجع أقدم إصدار إلى عام 1956م.أما القاعة الثانية هي تتحدث عن زيارة الرئيس الفرنسي وتشمل صور لمراسم استقبال
الرئيس الفرنسي فرانسوا ميتران لدى زيارته للسلطنة بتاريخ 28 يناير1992، واحتفالا بزيارة الرئيس الفرنسي، قاموا
بافتتاح المتحف العُماني الفرنسي. كما قاما برعاية مهرجان الفروسية الذي أقيم في ميدان الفتح بالوطية. بالإضافة إلى صور توضح توديع جلالته لضيفه
الرئيس الفرنسي.
وفي القاعة الثالثة يجد الزائر قاعة تخلد ذكرى افتتاح المتحف ولتخليد ذكرى زيارة جلالة السلطان لجمهورية فرنسا التي تعد أول زيارة يقوم بها
سلطان عُماني لفرنسا وتحوي خريطة توضح الأماكن الذي قام جلالة السلطان بزيارتها في فرنسا ويوجد أيضا بالقاعة مجسمات مصغرة عن المواقع التي
زارها، أيضا صور لزيارة السلطان قابوس بن سعيد إلى فرنسا في 30 مايو من عام 1989م والتي استقبله خلالها الرئيس الفرنسي فرانسوا
ميتران بمطار أورالي والمراسم الترحيبية التي قوبل بها جلالته، ويوجد فيه بعض الخرائط والهدايا التذكارية.
القاعة الرابعة تروي تاريخ بيت فرنسا تحتوي على الأوسمة المتبادلة بين الرئيسين وعدة من الكتب العُمانية والفرنسية والخرائط تصف تاريخ البيت
الفرنسي وتوضح العلاقة الوطيدة بين الدولتين.
وبالصعود إلى الدور الأول يمر الزائر بأروقة متوزعة إلى عدد من القاعات، حيث أن القاعة الخامسة والسادسة يمكن من تتبع تاريخ العلاقات العُمانية
الفرنسية التي تعود إلى مطلع القرن الثامن عشر الميلادي فبداخلها ستجد رسومات لكل من دوق أورليون نائب ملك فرنسا و[[الملك لويس الرابع
عشر]] كذلك يحتوي على مجموعه متنوعة من المراسلات بين السلاطين العمانيين وحكام الجمهورية الفرنسية مثل رسالة من إمام مسقط سعيد بن أحمد
إلى الملك لويس الرابع عشر، بالإضافة إلى وجود صور لبعض حكام وسلاطين دولة آل سعيد.
أما من جهة اليسار توجد القاعة السابعة التي تعرض الملاحة البحرية والتي تضم نماذج لبعض السفن العمانية والفرنسية، بالإضافة إلى الآلات
المستخدمة في صناعة السفن في كل من السلطنة وفرنسا، وأيضاً هناك بعض الأدوات المستخدمة في الملاحة. ملاصقة بها من جهة اليسار القاعة الثامنة التي
```
تحتوي على صور ومقتنيات تعبر عن أزياء وعادات الشعبين العُماني والفرنسي وكذلك توجد بها مشاهد من الحياة اليومية في مسقط في فترة الخمسينيات
```

يقابلها مشاهد من الحياة اليومية في بريتاني الفرنسية في الفترة من 1910م إلى 1912م.
وفي آخر الرواق توجد قاعة تحوي مكتب القنصل الفرنسي الذي توالى عليه حتى عام 1920م عليه ثلاثة عشر قنصلاً يمثلون الجمهورية الفرنسية في سلطنة
عُمان.

## متحف بوابة مسقط
يقع داخل أسوار مدينة مسقط القديمة، حيث يعرض من خلال محتوياته تاريخ عمان من العصور القديمة إلى العصر الحديث.

## متحف بيت مزنة
يقع بمسقط مقابل بيت الزبير والزائر له يجد نماذج جيدة للعمارة العمانية القديمة.

## متحف قوات السلطان المسلحة
يقع متحف القوات المسلحة الذي افتتح رسميا في 11 ديسمبر عام 1988م في قلعة بيت الفلج التي تم ترميمها وتجديدها في عهد النهضة العمانية
الحديثة بتوجيهات من السلطان قابوس بن سعيد انطلاقا من اهتمامه بإحياء التراث
العماني العريق وتقديره العميق لدور عمان العسكري في مختلف مراحل التاريخ.
وتقع قلعة بيت الفلج بشكلها المهيب في أقصى الطرف الشمالي لوادي روي وهي منطقة تسورها جبال شامخة صعبة المسالك من بناء مربع الشكل يعلوه
برجان على جانبي الركن الشمالي الشرقي والجنوبي الغربي، وقد استمدت القلعة اسمها من فلج ماء عذب جار ينبع إلى جانبها وقد بنيت في منتصف القرن
التاسع عشر عام 1845م في عهد السلطان سعيد بن سلطان وقد اتخذ القلعة سكنا له ولأسرته.
يضم المتحف مجموعة هامة من المعروضات التي تحكي جوانب عسكرية مضيئة من التاريخ العماني المجيد لمراحل مختلفة منذ ما قبل الإسلام وحتى التاريخ
```
المعاصر ومن هذه المعروضات الأسلحة التقليدية والأسلحة الحديثة وبعض الوثائق والمخطوطات.
```

## متحف بيت أدم
ويعرض هذا المتحف لزائريه أبرز القطع النقدية القديمة والطوابع والخرائط واللوحات النادرة والكثير من الصور الفوتغرافية القديمة وبعض الوثائق التي تحكي جزء كبير من تاريخ عمان.

## متحف التاريخ الطبيعي
يقع متحف التاريخ الطبيعي بمجمع وزارة التراث والثقافة بمنطقة الخوير وللوصول إلى المتحف يمكن أن تسلك شارع الوزارات في اتجاه الشمال أو
الدخول من شارع السلطان قابوس قدوما من دوار الخوير وذلك عبر المدخل الواقع يمين الطريق العام عند مستوى مبنى التزحلق على الجليد الواقع على
الجهة اليسرى من الطريق. تظهر روعة التباين في معالم البيئة العمانية من خلال عروض الحيوانات والنباتات والمناظر الطبيعية الساحرة بالسلطنة
التي تشاهدها في هذا المتحف وعلى الرغم من صغر مساحة المتحف إلا انه يزخر بكم من الحقائق التي يصعب على الكتب أن تحتويها أو تتضمنها ويوجد به
حيوانات معروضة لا مثيل لها في البراري لقد عاشت في البيئة العمانية وماتت بصورة طبيعية.
يحتوي المتحف على العديد من القاعات حيث تضم كل قاعة بيئة مختلفة من البيئات الطبيعية التي تزخر بها الطبيعة العمانية منها: القاعة الخضراء
التي تمتلئ بروح البيئة العمانية وطبيعتها الغنية المتنوعة إذ تحتوي على صور رائعة لعمان التقطت عن طريق القمر الصناعي وبها خريطة وصور
توضيحية تبين أهم المعالم التاريخية للبلاد، كما تبرز أيضا في المتحف شروح مصورة ترافقها خزانات عرض لأهم المعالم الطبيعية التي تميز المناطق
الست العمانية، فكل محافظة من محافظات السلطنة لوحة تعبر عن طبيعتها وتضاريسها السائدة فيها كالجزر وبقايا الحيوانات المتحجرة (الأحافير)
والنباتات والثديات والطيور والبرمائيات والزواحف والحيوانات اللافقارية والحشرات وكنوز البحار المختلفة من القواقع والرخويات ومن القاعات
الأخرى والشهيرة أيضا التي يضمها المتحف قاعة الحوت وبدخولك هذه القاعة تستطيع أن تدرك كيف تعيش الحيوانات الضخمة من الثدييات في عمق البحر
الأزرق البارد ويوجد بالقاعة هيكل شبه كامل لذكر حوت العنبر صغير الذي مات في بركاء في عام 1986 م وتضم القاعة لوحات متنوعة لعشرين
نوعا من الحيتان والدلافين وخنازير البحر العمانية.

## متحف قلعة صحار
تم افتتاح متحف قلعة صحار في 17 نوفمبر عام 1993 وهو يتناول تاريخ مدينة صحار القديمة وعلاقاتها الالثقافية والاقتصادية مع الحضارات الأخرى، كما
يتناول هذا المتحف أهمية الدور الذي لعبته تجارة النحاس في هذه المدينة وكذلك علاقتها مع مدينة كانتون بالصين، وفي المتحف بعض من القطع الأثرية
التي عثر عليها أثناء عمل التنقيبات داخل أجزاء القلعة.

## متحف ولاية مدحاء
هو من المتاحف الخاصة والذي قام بإنشائه المواطن محمد بن سالم المدحاني أحد أهالي ولاية مدحاء والذي بدأ في تجميع مقتنياته منذ عام 1976 وهو
ما يدل على حبه واهتمامه بتاريخ هذا البلد العريق، ورغم البساطة التي أتبعها لعرض المقتنيات في هذا المتحف إلا أن متحفه يشتمل على الكثير من
التحف النادرة التي تعود لفترات ما قبل التاريخ إضافة إلى بعض الشواهد والنقوش الحجرية القديمة وبعض الأدوات الزراعية التي استخدمت في فترات
ما قبل التاريخ إضافة إلى بعض الشواهد والنقوش الحجرية القديمة وبعض الأدوات الزراعية التي استخدمت في فترات ما قبل الميلاد والقطع الأثرية التي
تتمثل في المسكوكات والقطع المعدنية والفخاريات وغيرها من التحف النادرة التي قل ما نجدها في أماكن أخرى من السلطنة ومن ضمن ما يتم عرضه في
هذا المتحف قطع فخارية من الألف الثاني والأول ق.م وعدد من قطع السهام والرماح والحجر الصابوني.
وكذلك الكثير من الوثائق والمخطوطات التاريخية التي تعود أقدمها للقرن العاشر الميلادي وكذلك يوجد به الكثير من المسكوكات النادرة منها عملة
إغريقية من الفضة (دراخما) يعود تاريخها إلى فترة الاسكندر الأكبر خلال فترة القرن الأول قبل الميلاد عثر عليها بولاية مدحاء وعملة صغيرة جدا تحمل
على وجهيها نقش عبارة عن رسمة لنجمة خماسية محززة الحواف وهي من الحجر وتعتبر من العملات القديمة جدا. إضافة إلى العملات التي سكت في عهد
الدولة الأموية والدولة العباسية إضافة إلى وجود أنواع مختلفة من أنواع الصخور العمانية والأختام والساعات والأسلحة القديمة وغيرها الكثير من
التحف التي تمثل جوانب مختلفة من الحضارة العمانية.

## متحف السيد فيصل بن علي (متحف الأسلحة)
يعد أحدث المتاحف التي تعُنى بتاريخ الأسلحة التقليدية عبر حقب زمنية مختلفة، ودور السيد فيصل رحمه الله في العناية بالتراث والثقافة في
السلطنة، تخلّد فيه ذاكرة التاريخ العماني ذكرى شخصيةٍ بارزة وهي سمو السيد فيصل بن علي الشخصية التي كان لها دور رائد في إبراز ملامح الثقافة
العمانية بشقّيها التراثي والثقافي، دافعا بها لاحتلال مكانتها في المحافل الدولية والإقليمية منذ عقدين ونيف من الزمان، استهلت انطلاقتها منذ أن
أسند إليه تولّي مسؤولية وزارة التراث القومي والثقافة آنذاك عام 1976، وها هي ذاكرة الأيام تنبئنا كيف كان رحمه الله يدرك أهمية المخزون التراثي
والثقافي للشعوب تجسد ذلك في انطلاق أول وزارة تعنى بالتراث والثقافة على مستوى المنطقة.
من أجل ذلك كان لزاما لتكريم شخصه وإنسانيته رحمه الله تخليد لذكراه وتقديرا لذكرى رجل تفخر به بلادنا الطيبة.

## متحف الحصن القديم
```
يقع المتحف في المنطقة الشرقية بولاية الكامل والوافي تحيط به أشجار النخيل العتيقة ويطل على سوق الكامل المشهور وعلى أسوار المنازل
```

القديمة، ويعرض المتحف أكثر من عشرة آلاف قطعة متنوعة وتراثيات عديدة والتي تعود إلى قرون متفاوتة من الزمن حيث يوجد به أكثر من 1400 قطعة
خزفية قديمة وأكثر من 700 قطعة نحاسية ومعادن وآلات ومكائن وسعفيات ومناديس الأخشاب القديمة بالإضافة إلى فخاريات وأكثر من 350 قطعة ومنسوجات
جلدية قديمة وزجاج وفضيات وبنادق وسيوف وخناجر وعملات معدنية وورقية وطوابع بريدية ومطبوعات أثرية وغيرها ويمر بداخل المتحف فلج الكامل والذي
يعتبر من أعذب الأفلاج في عُمان.